# Fondazione Gramsci Emilia-Romagna
La Fondazione Gramsci Emilia-Romagna è un istituto culturale di Bologna.

## Storia
La Fondazione Gramsci Emilia-Romagna nasce a Bologna come associazione culturale nella metà degli anni Sessanta, aprendo al pubblico la consultazione di raccolte librarie e documentarie sulla storia del Pci e della sinistra italiana contemporanea. Il primo direttore è Luigi Arbizzani.
Si costituisce come Associazione Istituto Gramsci Emilia-Romagna nel 1978, affiancando il servizio di biblioteca con attività di ricerca e convegni di studio. Si avvia in quegli anni, con la direzione di Walter Tega prima e di Pier Paolo d'Attorre poi, un processo di autonomia culturale e organizzativa dal Pci di Bologna e della regione, grazie all’impegno di un gruppo di intellettuali che cercano di ristabilire il rapporto tra la sinistra storica e il mondo della cultura, dopo le tensioni e le rotture del ’77.
L’Associazione, il cui servizio di biblioteca nel 1985 entra a far parte del sistema bibliotecario regionale, acquisisce la personalità giuridica con riconoscimento regionale nel 1994. Dal 1998 aderisce all'Associazione delle Istituzioni Culturali Italiane.
Diviene Fondazione con decreto della Regione Emilia-Romagna nel 2006, ulteriore passo in avanti nel percorso di costruzione di una identità culturale che pur esprimendosi nell’ambito ideale della sinistra italiana, assume ruolo e funzioni autonomi da organizzazioni politiche o partitiche. Gian Mario Anselmi è il primo Presidente della Fondazione.
Nel 2009 la Fondazione Gramsci Emilia-Romagna è accolta nella Tabella del Ministero dei Beni culturali come Istituto Culturale privato di rilevanza nazionale.
Dal 2022 è Presidente della Fondazione Paolo Capuzzo.

### Organismi direttivi

#### I Direttori dell’Istituto
- Luigi Arbizzani (dal 1964 al 1977)
- Walter Tega (dal 1977 al 1992)
- Pier Paolo D’Attorre (dal 1992 al 1994)
- Gian Mario Anselmi (dal 1994 al 2006)

#### I Presidenti della Fondazione
- Gian Mario Anselmi (dal 2006 al 2009)
- Carlo Galli (dal 2009 al 2022)
- Paolo Capuzzo (dal 2022 a oggi)

### Le sedi del Gramsci

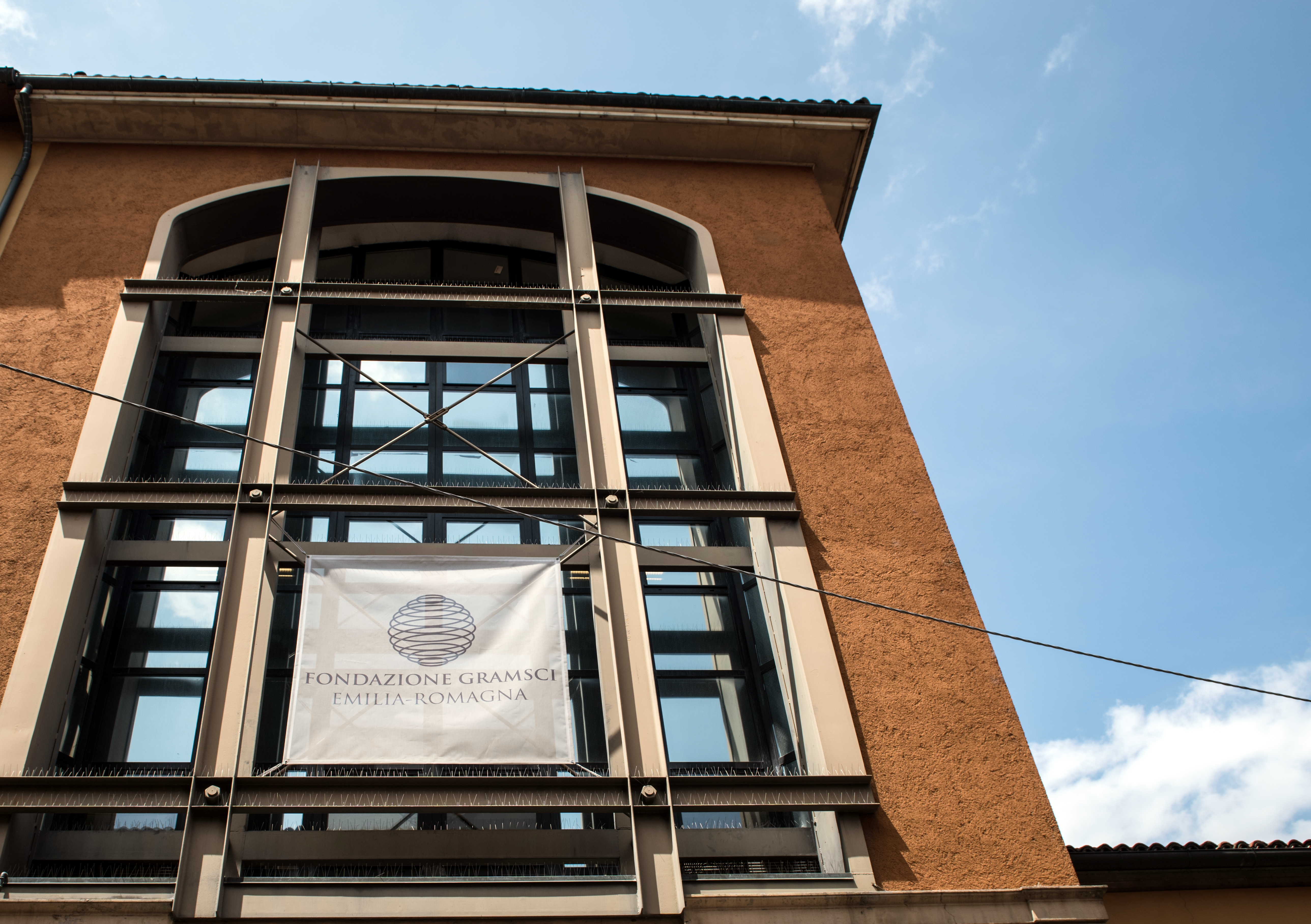
La sede attuale della Fondazione

- Via Barberia 4/2 (1964-1979)
- Via San Vitale 13 (1980-1992)
- Via Barberia 4/2 (1992-2005)
- Via Galliera 26 (2005-2012)
- Via Mentana 2 (2012-oggi)

#### La sede di Via Mentana
Il loft open space di via Mentana a Bologna fu sede del Teatro Contavalli, progettato nel 1812 dall'architetto Giuseppe Nadi e decorato da Antonio Basoli e Pietro Fancelli.
Successivamente venne ristrutturato come cinematografo. Nel corso della campagna elettorale per le elezioni comunali del 2004 ha ospitato il Comitato del candidato Sindaco del centrosinistra Sergio Cofferati; in vista delle elezioni regionali del 2005 la struttura è divenuta sede del comitato a sostegno del candidato presidente Vasco Errani. Nel 2004 Cuoghi & Corsello vi realizzarono un murale dal titolo “L’albero blu”.

## Ricerca e attività
La Fondazione propone annualmente un calendario di eventi aperti al pubblico su temi di studio o di attualità che rispecchiano i contenuti e la missione della Fondazione stessa: la storia del pensiero politico e filosofico, la politica internazionale, l'antropologia, la storia sociale e politica dell'età contemporanea. I temi sono trattati e approfonditi in un’ottica interdisciplinare. Gli argomenti sono sempre valutati e discussi dal Comitato Scientifico e da specifici gruppi di approfondimento o condivisi con altri istituti culturali o all'interno di rassegne culturali di rilevanza nazionale e internazionale, in occasione di ricorrenze storiche di particolare rilevanza.
La Fondazione Gramsci Emilia-Romagna promuove la pubblicazione di volumi a contenuto storico, antropologico, di storia del pensiero politico, di storia culturale. Negli anni la collaborazione è stata con case editrici locali e nazionali quali, per citare alcuni esempi, Pratiche, Franco Angeli, Carocci, Clueb, Donzelli, Unicopli.
A partire dal 2001, la Fondazione Gramsci Emilia-Romagna ospita il “Laboratorio di analisi politica”, un ciclo di lezioni aperto alla cittadinanza che, con la supervisione scientifica di Carlo Galli e la partecipazione in qualità di relatori di numerosi esperti di scienza politica e di studi storici, si pone come obiettivo principale quello di interrogare alcuni tra gli aspetti più significativi della politica moderna e contemporanea. 
Accanto al “Laboratorio di analisi politica”, la Fondazione Gramsci Emilia-Romagna organizza dal 2006 la “Lezione gramsciana”, un appuntamento annuale dedicato allo studio del pensiero di Antonio Gramsci che ha avuto come relatori studiosi dal profilo internazionale quali Gayatri Spivak, Chantal Mouffe, Carlo Ginzburg, Étienne Balibar e Adriana Cavarero.

### Biblioteca ed emeroteca
La Biblioteca della Fondazione nasce come raccolta della letteratura storico-scientifica dedicata alla sinistra italiana; ha acquisito, nel tempo, le caratteristiche di una biblioteca di storia dell’Italia e dell’Europa contemporanee, del pensiero filosofico-politico del Novecento, dei movimenti nazionali e internazionali di emancipazione sociale e di liberazione con accentuata specializzazione in storia della sinistra italiana ed europea del Novecento.
Il patrimonio della Biblioteca della Fondazione Gramsci Emilia-Romagna è costituito da più di 90 000 monografie e da circa 1800 titoli di periodici: tra le raccolte librarie e documentarie di particolare rilevanza la Fondazione conserva i periodici socialisti di Luigi Arbizzani, la collana del Canguro, i libri della Libreria Antiquaria Palmaverde di Roberto Roversi, e i manifesti politici legati alla raccolta Manifestipolitici.it Archiviato il 27 febbraio 2018 in Internet Archive., una grande banca dati online che rende consultabili più di 13.000 manifesti politici e sociali provenienti da diverse raccolte, datati dai primi anni del Novecento fino ai giorni nostri

### Gli archivi
La Fondazione Gramsci Emilia-Romagna ha scelto tra i suoi compiti principali, fin dall’inizio della attività negli anni Settanta, quello della conservazione di archivi e documenti prodotti da organizzazioni, associazioni, personalità protagoniste della sinistra italiana del Novecento, a partire dai partiti (Pci e Psi) e dalle organizzazioni politiche dell’Emilia-Romagna.
La Fondazione fa parte della rete pubblica degli enti regionali di conservazione documentaria e svolge un servizio di consultazione al pubblico dei propri fondi archivistici, in convenzione con l’Istituto beni artistici culturali e naturali della Regione Emilia-Romagna. 
I fondi conservati sono tutelati dalla Soprintendenza archivistica statale e dichiarati di rilevanza storica nazionale.
La Fondazione partecipa al progetto Una città per gli archivi, avviato dalla Fondazione del Monte di Bologna e Ravenna e dalla Fondazione Carisbo, che si prefigge di organizzare e valorizzare gli archivi della Bologna contemporanea. Partecipa inoltre ad Archivi del Novecento, una rete nazionale di istituti conservatori di fonti del Novecento, disponibili a rendere consultabili on line gli inventari dei propri archivi.
Di seguito alcuni dei fondi conservati:
- Partito comunista italiano (Pci), Federazione provinciale di Bologna (1943-1991)
- Archivio fotografico del Partito comunista italiano (Pci), Federazione provinciale di Bologna
- Istituto di formazione politica “A. Marabini” (1949-1968)
- Partito comunista italiano (Pci), Comitato regionale Emilia-Romagna (1945-1991)
- Partito comunista italiano (Pci), Triumvirato insurrezionale Emilia-Romagna (7 settembre 1943-16 maggio 1948)
- Comitato di liberazione nazionale Emilia-Romagna (Clner) (aprile 1945-agosto 1946)
- Comando unico militare Emilia-Romagna (Cumer) (16 febbraio 1944-15 ottobre 1946)
- Luigi Arbizzani
- Paolo Betti e Lea Giaccaglia
- Giuseppe Dozza
- Guido Fanti
- Valdo Magnani
- Leone Pancaldi
- Raccolta documentaria dei Movimenti Studenteschi del 1968 e del 1977